# ألان إف. سيغال
ألان إف. سيغال (بالإنجليزية: Alan F. Segal) هو باحث في الأديان أمريكي، ولد في 2 أغسطس 1945، وتوفي في 13 فبراير 2011.